# Montenegro (Rio Grande do Sul)
Montenegro é um município brasileiro do estado do Rio Grande do Sul, pertencente à Região Metropolitana de Porto Alegre.

## Aspectos históricos
As terras de Montenegro estavam entre as primeiras a serem desbravadas por portugueses e espanhóis após o descobrimento do Brasil. O rio Caí foi importante rota para mercadores espanhóis que subiam o rio da Prata e portugueses, vindos da Lagoa dos Patos pelo rio Jacuí. Os desbravadores faziam incursões terrestres, com o objetivo de explorar e dominar terras, além de procurar índios para usá-los como mão de obra na mineração e engenhos de açúcar nas capitanias do Norte.

### Os ibiraiaras
Montenegro está na região que os indígenas denominavam Ibiaçá, que significa "Travessia do Caminho do Rio". Esta região abrangia desde a ilha de Santa Catarina até a margem esquerda do rio Jacuí. Nela estava incluída a região de Ibiá, que se estendia entre as bacias dos rios Taquari e Caí.
Por volta de 1635 os índios ibiraiaras habitavam a região. Falavam diferentes línguas e tinham costumes diferentes dos tupis. Eram chamados de bilreiros, por usarem nos lábios botoques semelhantes a bilros. Usavam grandes tacapes, manejados com perícia.

### As bandeiras e a Colônia de Sacramento
Aproximadamente em 1636 surgiram os bandeirantes paulistas, entre eles Antônio Raposo Tavares, e destruíram grande parte das aldeias. Isso obrigou os jesuítas a se retirarem para a margem direita do rio Uruguai.
Em 1680 foi fundada a Colônia do Sacramento, no atual território do Uruguai, à margem esquerda do rio de mesmo nome, que viria a estimular o desenvolvimento da capitania de São Pedro do Rio Grande, a qual formaria depois o estado do Rio Grande do Sul. Atraídos pela riqueza e fartura das terras, os tropeiros, suas famílias e escravos se estabeleceram definitivamente. Criaram as invernadas, que se transformavam em estâncias.

### Os açorianos
A colonização dos açorianos iniciou uma nova era de desenvolvimento no Rio Grande do Sul. Mostravam disciplina e dedicação ao trabalho, através da exploração da agricultura, pecuária, navegação e pesca. Dominavam a carpintaria, luminária e ferraria, além da alfaiataria e o tear. O couro era muito utilizado na confecção de cobertores, camas, parte interna das casas, cadeiras, botas e roupas de trabalho.
Os portugueses Antônio de Sousa Fernando, Bartolomeu Gonçalves de Magalhães e Antônio José Machado de Araújo e suas famílias foram os primeiros a se instalar no município de Montenegro, à margem direita do rio Caí, na década de 1730 a 1740.
A primeira moradia construída na sede foi a de Estêvão José de Simas, por volta de 1785, na colina onde se encontra hoje a Escola Delfina Dias Ferraz. A casa era de pedras, coberta com telhas - raras na época. Foi edificada por José de Araújo Vilela e, mais tarde, habitada por Tristão José Fagundes, genro de Simas e fundador da cidade.

### Alemães, italianos e franceses
Após os primeiros colonizadores portugueses e paulistas, vieram os imigrantes alemães, italianos e franceses.
Em 1824 chegou o primeiro grupo de imigrantes alemães em pequeno número, num total de 126 pessoas. Alguns meses depois vieram mais 157 famílias, com 909 pessoas. Em uma segunda etapa da imigração, por volta de 1857, aportaram aqui imigrantes alemães e italianos em quantidade considerável. Eles se destacaram pela economia agrícola e suinocultura. Os franceses vieram em menor número e desenvolveram principalmente o artesanato.
O porto da cidade sobre o rio Caí era ponto de desembarque das famílias de imigrantes que vinham de Porto Alegre em direção as novas colônias. Eram conduzidas provisoriamente para um galpão grande, situado numa chácara onde hoje está instalado o Parque Centenário. Em função desta parada, muitas famílias não seguiram adiante, preferindo ficar na região.

### A Revolução Farroupilha
Em 1835 os gaúchos se rebelaram contra a monarquia, dando início à mais longa guerra civil do Brasil, que durou 3466 dias. Durante a Revolução Farroupilha, o território de Montenegro tornou-se passagem obrigatória das tropas, causando grandes prejuízos às estâncias, que eram saqueadas e perdiam gado, cavalos e mantimentos.

### A ferrovia
A cidade contava com uma linha da Rede Ferroviária Federal, vinda do braço de São Leopoldo, tendo sido inaugurada em 2 de julho de 1909. A linha férrea está relacionada com um aumento do desenvolvimento econômico da região na época. Foi a viação férrea que deu largo impulso a outros municípios da região, tais como Maratá, Salvador do Sul e Barão, que eram parte de Montenegro.

A estação férrea de Montenegro expandiu-se, recebeu reformas e melhorias em 1932 e depois de novo em 1950. O movimento de cargas e passageiros nesta região do rio Caí foi desativado no final da década de 1970.

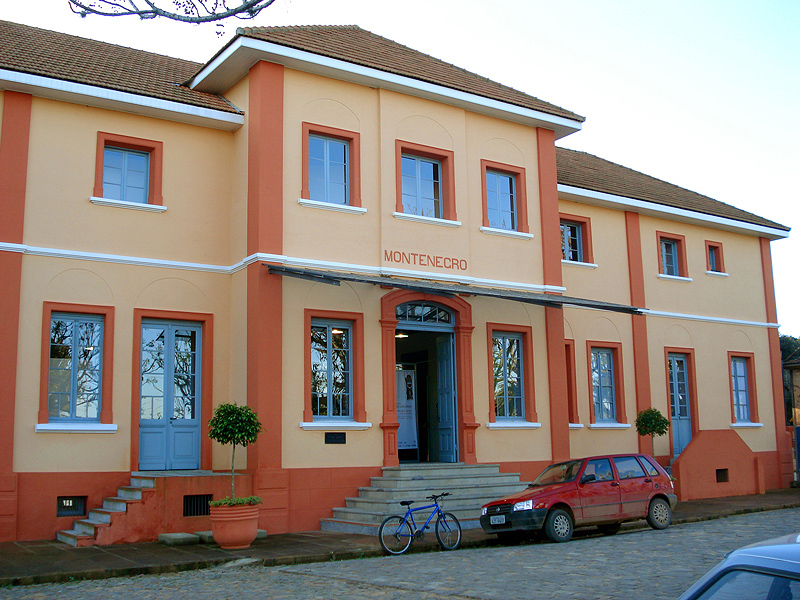
Prédio da antiga Estação Ferroviária, hoje um centro cultural

Em 2006, foi restaurado o prédio principal da estação, que abriga o Museu de Artes de Montenegro. Em 2009, foi restaurado o 2° prédio do complexo, onde funcionava os telégrafos da estação. E em 2016 foi revitalizado o 3° prédio, o antigo restaurante da estação, que hoje se chama Espaço Braskem, onde se realizam eventos do municipio e região. O complexo Estação da Cultura conta com um amplo complexo de lazer e cultura com cerca de 45 mil metros quadrados.

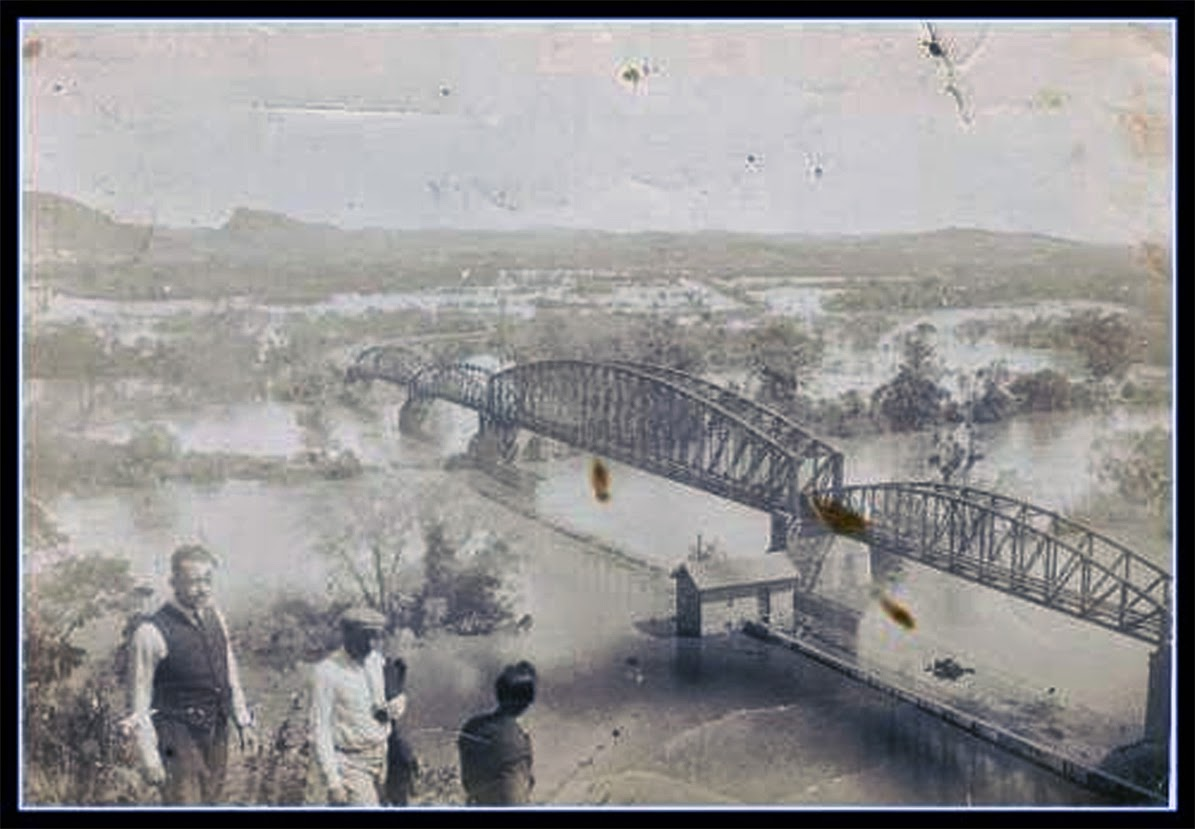
Ponte Ferroviária da Mariazinha, vista a partir do Morro da Mariazinha na grande enchente do rio Caí de 1928. Ponte construída entre 1909 e 1910.

## História política
Sua primeira designação foi a de "Porto das Laranjeiras", integrando o 2º Distrito da Vila de Triunfo. A partir da Lei nº 630, de 18 de outubro de 1867, passou a se denominar freguesia de São João do Monte Negro.
Em 1873 as 33 vilas existentes no Estado foram, por força da evolução da legislação e das Constituições, se transformando em municípios. Neste mesmo ano é criada oficialmente a Vila de São João do Monte Negro, no dia 5 de maio, através da Lei nº 885. Porém, a sua instalação como Vila e sede aconteceu somente no dia 4 de agosto de 1873, com o desmembramento da Vila de Triunfo.
A primeira Câmara Municipal de Montenegro foi instituída em 1873, composta por sete vereadores eleitos, tendo como presidente da Intendência José Rodrigues da Rosa.
Em 14 de outubro de 1913, pelo Decreto nº 2.026, a então vila de São João do Monte Negro foi elevada à categoria de cidade, já então com a denominação de São João de Montenegro.
Em 31 de março de 1938, pelo Decreto nº 7.199 o município já denominado Montenegro foi dividido em onze distritos: Montenegro, Maratá, Harmonia, Barão, Bom Princípio, Estação São Salvador (atual Salvador do Sul), São Vendelino, Tupandi, Brochier, Poço das Antas e Pareci Novo.

## Geografia
Localiza-se a 29º41'19" de latitude sul e 51º27'40" de longitude oeste, a uma altitude de 31 metros. Sua população, conforme estimativas do IBGE de 2021, era de 66 157 habitantes.
Possui uma área de 440,84 km².

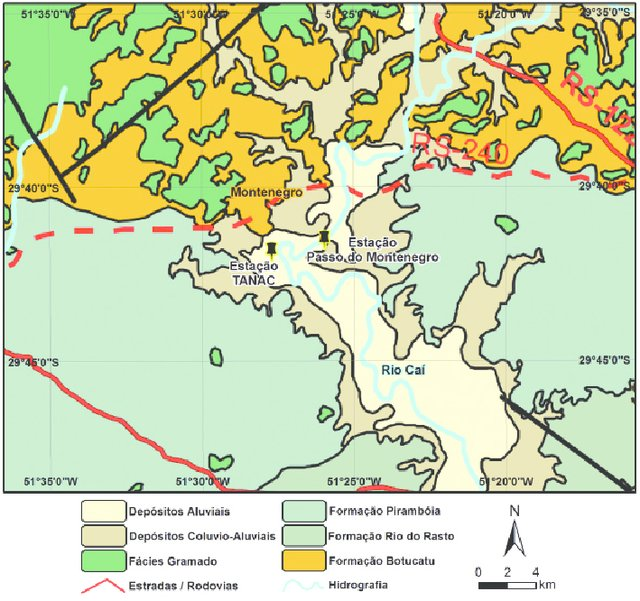
Figura-3-Mapa-geologico-de-Montenegro-bacia-hidrografi-ca-do-rio-Cai-RS-Brasil-As W640

O município de Montenegro é atravessado pelo rio Caí e por pequenos afluentes, alguns dos quais cortam a zona urbana do Centro do município, localizada na margem oeste do rio. Pertencer à região hidrográfica do Vale do Caí. Alguns dos afluentes são nomeados, como o arroio da Cria, arroio Montenegro, arroio Alfama e o arroio São Miguel.
Topologicamente, o município é marcado pela presença de diversos morros, dentre os quais se destaca o Morro São João (172 metros), junto ao qual se encontra o Morro da Formiga (também conhecido em menor medida como Morro dos Fagundes). Na margem leste do Rio Caí, encontra-se o Morro da Mariazinha. Os morros pertencem à unidade geomorfológica (UG) fácies Gramado, enquanto as áreas mais planas e baixas, de depósitos sedimentares, pertencem à unidade geomorfológicas das Planícies Alúvio-Coluvionares. O relevo intermediário pertence à formação Botucatu. As áreas planas de Montenegro são inundáveis, sendo comum a ocorrência de enchentes.

## Subdivisões

### Distritos
O município de Montenegro é constituído de 6 distritos
- Montenegro: distrito sede. possui cerca de 47 600 habitantes e está situado na região norte do município
- Costa Serra: possui cerca de 1 800 habitantes e está situado na região oeste do município
- Fortaleza: possui cerca de 900 habitantes e está situado na região oeste do município
- Pesqueiro: possui cerca de 550 habitantes e está situado na região sul do município
- Santos Reis: possui cerca de 1 500 habitantes e está situado na região norte do município
- Vendinha: possui cerca de 1 800 habitantes e está situado na região sul do município

## Cultura

### Artes
Recebeu o título de "Cidade das Artes" e conta com o complexo de artes cênicas e visuais da UERGS (Universidade Estadual do Rio Grande do Sul), que é um convênio com a Fundarte (Fundação Municipal de Artes de Montenegro).

### Mídia
Televisão
Em Montenegro está localizada a sede da TV Cultura do Vale, canal 53 UHF.
Rádio
- Rádio América

Jornais
Jornais com sede em Montenegro:
- Jornal O Progresso
- Jornal Ibiá
- Jornal Hoje
- Jornal Fato Novo

Revistas
- Expressão
- Evidência

## Pontos de interesse

### Cais do Porto

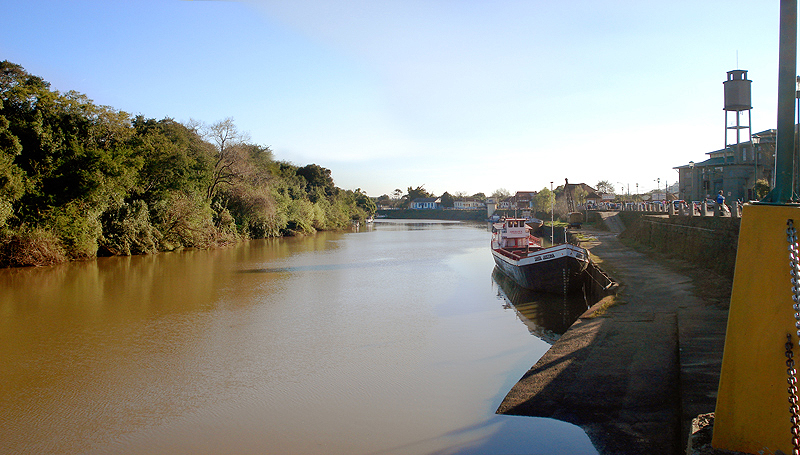
Cais do Porto

Inaugurado em 7 de setembro de 1904, o porto da cidade sobre o rio Caí era ponto de desembarque das famílias de imigrantes que vinham de Porto Alegre em direção às novas colônias.
Hoje, os adeptos de caminhadas e mateadas utilizam a infraestrutura do Cais do Porto. Ele recebeu bancos, quiosques e calçadão em quase toda a sua extensão. O rio Caí, considerado um cartão postal da cidade, também é o atrativo para os desportistas que praticam jet-ski e canoagem.

### Morro São João

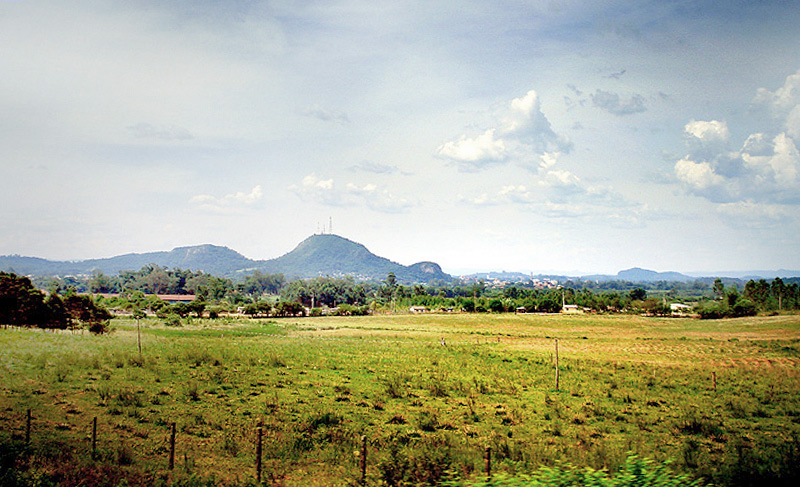
Morro São João

O Morro São João é avistado de longe pelos que chegam ao município. Localizado no centro da cidade, possui uma estrada de acesso e dois mirantes. Diz a lenda que o morro é um gigante adormecido.

### Casa da Atafona
Atafonas são prédios destinados a produzir farinha de mandioca. A palavra é de origem árabe, de acordo com o Novo Dicionário Aurélio, 2ª edição, pág. 190: attahuna (at-tahunâ), significando moinho ou, ainda, pedra de moinho.

### Usina Maurício Cardoso
Não há registro exato da data de construção da Usina Maurício Cardoso, mas o local ocupado pelo prédio, já foi a Praça Borges de Medeiros e hoje funciona como sede da Câmara de Vereadores e de diversos eventos artísticos e culturais. Inaugurada em 22 de maio de 1938, foi desativada de suas atividades iniciais em 1º de novembro de 1955, quando a Prefeitura firmou contrato com a CEEE, passando a administração da usina e o fornecimento de energia à cidade para a estatal. A Usina Mauricio Cardoso foi construída pelo engenheiro Eugen Wilhelm Thudium (1884-1938), alemão nascido em Stuttgart.
A Usina abastecia Montenegro, Porto dos Pereiras, Porto do Maratá, Pareci Novo e São Sebastião do Caí, com um motor de 600HP da marca Deutz Otto. O motor era movido a gás pobre e acoplado a um dínamo de corrente alternada. Usava como combustível lenha e carvão. Dispunha de dois gasogênios, sendo um para lenha e outro para carvão. Antigos moradores locais contam que a construção tremia quando as máquinas funcionavam, parando somente aos sábados para a limpeza geral.

## Montenegrinos ilustres
- Vilson Pedro Kleinübing, governador de Santa Catarina 1991 - 1994.
- Augusto Licks, ex-guitarrista da banda Engenheiros do Hawaii.
- Cláudio Hummes, cardeal brasileiro (nascido na cidade de Brochier que, naquela época, pertencia à Montenegro).
- Pompílio Cylon Fernandes Rosa, ex-governador do Rio Grande do Sul.
- Shana Müller, cantora nativista.